# Allegoria della Giustizia
L'Allegoria della Giustizia è un dipinto olio su tavola di Giorgio Vasari, realizzato nel 1543 e conservato all'interno del Museo nazionale di Capodimonte, a Napoli.

## Storia e descrizione
L'opera venne commissionata il 6 gennaio 1543 a Giorgio Vasari dal cardinale Alessandro Farnese, il quale desiderava un'allegoria dove si celebrasse la Giustizia: una volta ultimata, la tavola soddisfò pienamente il proprio committente. Il dipinto decorò la prima sala del palazzo della Cancelleria a Roma, successivamente fu spostata a Napoli con il resto della collezione Farnese e trovò infine la sua collocazione definitiva nella sala 2 del Museo nazionale di Capodimonte.
Si tratta di una iconografia complessa, suggerita a Vasari da Paolo Giovio: al centro dell'opera è la Giustizia, seminuda, che abbraccia con il braccio sinistro uno struzzo, animale che per la sua lentezza e tenacia nella digestione, simboleggia la pazienza da avere nelle varie situazioni del quotidiano. Con la mano destra invece incorona la Verità: questa, presentata dal Tempo, raffigurato come un vecchio barbuto, reca tra le mani due colombe, a simboleggiare l'innocenza. Altri simboli che si ritrovano nella figura principale si rifanno a temi presenti negli affreschi della sala di Costantino e nel monumento funebre di papa Adriano VI nella chiesa di Santa Maria dell'Anima. Attaccati con guinzaglio alla cintura della Giustizia sono i sette vizi che si oppongono a essa, ossia Timore, Ignoranza, Corruzione, Crudeltà, Maldicenza, Bugia e Tradimento. Il variegato uso dei colori, quasi metallici, rimanda alla pittura di Michelangelo Buonarroti.